# Fabiola Zuluaga
Fabiola Zuluaga (Cúcuta, 7 januari 1979) is een voormalig tennisspeelster uit Colombia. Zuluaga begon met tennis toen zij zeven jaar oud was. Haar favoriete ondergrond is gravel. Zij speelt rechtshandig en heeft een tweehandige backhand. Zij was actief in het proftennis van 1994 tot en met 2005.
In haar carrière wist Zuluaga vijf WTA-toernooien te winnen. Vier daarvan zijn in eigen land op het WTA-toernooi van Bogota. Haar beste resultaat op een grandslamtoernooi is de halve finale op het Australian Open in 2004. Zij verloor toen van de Belgische Justine Henin. Haar hoogste notering op de WTA-ranglijst is de 16e plaats, die zij bereikte in januari 2005.
In het dubbelspel wist zij geen titels te behalen op de WTA-tour. Zij haalde in 2002 met haar Argentijnse partner María Emilia Salerni de finale in Québec. Wel heeft zij twee dubbelspeltitels op het ITF-circuit.
In de periode 1994–2003 maakte Zuluaga deel uit van het Colombiaanse Fed Cup-team – zij behaalde daar een winst/verlies-balans van 42–16.

## Posities op deWTA-ranglijst
Positie per einde seizoen:
| jaar | rang enkelspel | rang dubbelspel |
| ---- | -------------- | --------------- |
| 1994 | 398            | –               |
| 1995 | 292            | –               |
| 1996 | 138            | 351             |
| 1997 | 208            | 356             |
| 1998 | 95             | 146             |
| 1999 | 48             | 386             |
| 2000 | 42             | 231             |
| 2001 | 277            | –               |
| 2002 | 74             | 204             |
| 2003 | 38             | 188             |
| 2004 | 23             | 187             |
| 2005 | 84             | –               |

## Resultaten grandslamtoernooien
| Legenda | Legenda                          |
| ------- | -------------------------------- |
| g.t.    | geen toernooi gehouden           |
| l.c.    | lagere categorie                 |
| –       | niet deelgenomen                 |
| G       | uitgeschakeld in de groepsfase   |
| 1R      | uitgeschakeld in de eerste ronde |
| 2R      | uitgeschakeld in de tweede ronde |
| 3R      | uitgeschakeld in de derde ronde  |
| 4R      | uitgeschakeld in de vierde ronde |
| KF      | uitgeschakeld in de kwartfinale  |
| HF      | uitgeschakeld in de halve finale |
| F       | de finale verloren               |
| W       | het toernooi gewonnen            |
| w-v     | winst/verlies-balans             |

### Enkelspel
| toernooi        | 1998 | 1999 | 2000 |    | 2002 | 2003 | 2004 | 2005 |
| --------------- | ---- | ---- | ---- | -- | ---- | ---- | ---- | ---- |
| Australian Open | –    | –    | 2R   | –  | 1R   | HF   | 2R   |      |
| Roland Garros   | –    | 3R   | 3R   | 1R | 3R   | 4R   | 2R   |      |
| Wimbledon       | –    | 1R   | –    | –  | 2R   | 1R   | –    |      |
| US Open         | 2R   | 2R   | –    | 2R | 3R   | 3R   | 2R   |      |

### Vrouwendubbelspel
| toernooi        | 2004 |
| --------------- | ---- |
| Australian Open | –    |
| Roland Garros   | 1R   |
| Wimbledon       | –    |
| US Open         | –    |

## Palmares
| Legenda                |
| ---------------------- |
| Grandslamtoernooi      |
| Olympische Spelen      |
| Year-End Championships |
| Tier I                 |
| Tier II                |
| Tier III               |
| Tier IV & V            |

### WTA-finaleplaatsen enkelspel
| nr.              | finale     | toernooi      | ondergrond | tegenstandster          | score         |         |
| ---------------- | ---------- | ------------- | ---------- | ----------------------- | ------------- | ------- |
| gewonnen finales |            |               |            |                         |               |         |
| 1.               | 1999-02-21 | WTA Bogota    | gravel     | Christína Papadáki      | 6-1, 6-3      | details |
| 2.               | 1999-10-10 | WTA São Paulo | gravel     | Patricia Wartusch       | 7-5, 4-6, 7-5 | details |
| 3.               | 2002-02-24 | WTA Bogota    | gravel     | Katarina Srebotnik      | 6-1, 6-4      | details |
| 4.               | 2003-02-23 | WTA Bogota    | gravel     | Anabel Medina Garrigues | 6-3, 6-2      | details |
| 5.               | 2004-02-29 | WTA Bogota    | gravel     | María Sánchez Lorenzo   | 3-6, 6-4, 6-2 | details |
| verloren finales |            |               |            |                         |               |         |
| 1.               | 2000-05-28 | WTA Madrid    | gravel     | Gala León García        | 6-4, 2-6, 2-6 | details |

### WTA-finaleplaatsen vrouwendubbelspel
| nr.              | finale     | toernooi   | ondergrond | partner              | tegenstandsters               | score         |         |
| ---------------- | ---------- | ---------- | ---------- | -------------------- | ----------------------------- | ------------- | ------- |
| gewonnen finales |            |            |            |                      |                               |               |         |
| geen             |            |            |            |                      |                               |               |         |
| verloren finales |            |            |            |                      |                               |               |         |
| 1.               | 2002-09-22 | WTA Québec | tapijt (i) | María Emilia Salerni | Samantha Reeves Jessica Steck | 6-4, 3-6, 5-7 | details |